# キャメロン・ヘイワード
キャメロン・フィリップ・ヘイワード（Cameron Phillip Heyward, 1989年5月6日 - ）は、アメリカ合衆国ペンシルベニア州ピッツバーグ出身のプロアメリカンフットボール選手。NFLのピッツバーグ・スティーラーズに所属している。ポジションはディフェンシブタックル。

## 経歴

### カレッジ
オハイオ州立大学では4年間プレーし、通算で163タックル、15.5サックを記録した。
| 2007 | オハイオ州立大学 | 13 | 33  | 10.0 | 2.5  | 1 |
| 2008 | オハイオ州立大学 | 13 | 36  | 4.5  | 3.0  | 1 |
| 2009 | オハイオ州立大学 | 13 | 46  | 10.0 | 6.5  | 2 |
| 2010 | オハイオ州立大学 | 13 | 48  | 13.0 | 3.5  | 2 |
| 通算 | 通算             | 52 | 163 | 37.5 | 15.5 | 2 |

### ピッツバーグ・スティーラーズ
2011年のNFLドラフトにて、全体31位でピッツバーグ・スティーラーズから指名され、その後4年総額670万ドルのルーキー契約を結んだ。
2015年7月16日にスティーラーズと6年総額5925万ドルの契約延長に合意した。
2017年シーズンは45タックル、12サックを記録し、自身初となるプロボウル、オールプロファーストチームに選出された。
2020年9月6日にスティーラーズと4年総額6560万ドルの契約延長に合意した。
2024年9月3日に、2年総額2900万ドルの新規契約を含む3年総額4500万ドルの契約を結ぶことでスティーラーズと合意した。

## 家族
父のクレイグ・ヘイワードも元NFL選手で、フルバックとして活躍したが、2006年に癌で亡くなった。2015年にNFLが乳癌啓発キャンペーンを開催した際はアイブラックに父のニックネームを書いて試合に出場したが、罰金処分となった。
弟のコナー・ヘイワードもNFL選手で、2022年のNFLドラフトでスティーラーズに指名されてチームメイトとなった。
大学時代から交際していた恋人と2013年に結婚した。